# هونغ تشول
نوح هونغ تشول (بالكورية: 홍철) (و. 1990  م) هو لاعب كرة قدم، من كوريا الجنوبية، ولد في سيونغنام، شارك في دورة الألعاب الآسيوية 2010، وكأس العالم لكرة القدم 2018، يلعب كظهير (كرة القدم).

## التعليم
تعلم في جامعة دانكوك.

## روابط خارجية
- هونغ تشول على موقع الاتحاد الدولي (مؤرشف)  (الإنجليزية)
- هونغ تشول على موقع دوري كوريا الجنوبية (الإنجليزية)
- هونغ تشول على موقع قاعدة بيانات كرة القدم.إي يو (الإنجليزية)
- هونغ تشول على موقع ناشيونال فوتبول تيمز (الإنجليزية)
- هونغ تشول على موقع Soccerway.com (الإنجليزية)
- هونغ تشول على موقع عالم كرة القدم.نت (الإنجليزية)